# Кетрин Џонсон
Креола Кетрин Џонсон (рођена Колман; 26. август 1918 – 24. фебруар 2020) била је америчка математичарка, чији су прорачуни орбиталне механике, током запослења у Наси, били кључни за успех првих и наредних америчких свемирских летова са посадом. Током своје 33-годишње каријере у Наси, стекла је репутацију за савладавање сложених прорачуна и помогла у пионирској употреби компјутера за обављање задатака. Свемирска агенција је истакла њену „историјску улогу једне од првих Афроамериканки која је радила као НАСА научник“.
Њен рад је укључивао израчунавање правца, прозора за лансирање и повратних путања за хитне случајеве, за свемирске летове пројекта Меркур, укључујући оне за астронауте Алана Шепарда, првог Американца у свемиру, и Џона Глена, првог Американца у орбити, путање сусрета за програм Аполо и командни модул, на летовима на Месец. Њени прорачуни су такође били од суштинског значаја за почетак програма спејс-шатл, а радила је на плановима за истраживање Марса. Била је позната као "људски компјутер" због својих огромних математичких способности и спремности да ради на свемирским путањама, са тако мало технологије и признања у то време.
2015. године, председник Барак Обама доделио је Кетрин Џонсон Председничку медаљу слободе. Године 2016. уручио јој је, Насин астронаут Лиланд Д. Мелвин, Сребрну Снупи награду и награду за достигнућа НАСА групе. Тумачила ју је Тараџи П. Хенсон у филму „Скривене бројке” из 2016. године. У 2019. години, Џонсонова је добила златну медаљу од стране Конгреса Сједињених Америчких Држава. Године 2021. постхумно је примљена у Националну женску кућу славних.

## Младост
Кетрин Џонсон рођена је као Креола Кетрин Колман, 26. августа 1918. године, у Вајт Сулфер Спрингсу, Западна Вирџинија. Родитељи су јој били Џојлет Роберта (рођена Лоу) и Џошуа Мекинли Колман. Била је најмлађа од четворо деце. Њена мајка је била учитељица, а отац дрвопрерађивач, фармер и мајстор. Такође је радио у хотелу Гринбрајер.
Џонсон је од малих ногу показивала снажне математичке способности. Пошто округ Гринбрајер није нудио државно школовање за афроамеричке ученике, после осмог разреда, Колманови су организовали да њихова деца похађају средњу школу у Институту, Западна Вирџинија. Ова школа је била у кампусу Државног колеџа Западне Вирџиније. Џонсонова је уписана када је имала десет година. Породица је своје време делила између Института, током школске године и Вајт Сулфер Спрингса, током лета.
Након што је завршила средњу школу са 14 година, Џонсонова је уписала историјски црначки колеџ. Похађала је сваки курс математике који је колеџ нудио. Неколико професора су јој били ментори, укључујући хемичарку и математичарку Енџи Тарнер Кинг, која је саветовала Кетрин Колман кроз средњу школу, и Вилијама Клејтора, трећег Афроамериканца који је докторирао математику. Клејтор је додао нове курсеве математике само за Кетрин Џонсон. Дипломирала је Summa cum laude 1937. године, са дипломама из математике и француског језика, са 18 година. Џонсон је била члан сестринства Алфа Капа Алфа. Прихватила је посао предавача у јавној школи за Афроамерикаце, у Мериону, Вирџинија.
Године 1939, након што се удала за свог првог мужа, Џејмса Гобла, напустила је свој професорски посао и уписала дипломски програм математике. Исписала се на крају првог семестра и одлучила да се фокусира на свој породични живот. Била је прва Афроамериканка која је похађала постдипломске студије на Универзитету Западне Вирџиније у Моргантауну, Западна Вирџинија. Преко доктора Џона В. Дејвиса, постала је једна од три афроамеричка студента, и једина жена, изабрана да се придружи постдипломским студијама након пресуде Врховног суда Сједињених Америчких Држава, из Мисурија, из 1938. године. Гејнс против Канаде захтевало је од држава које су пружале јавно високо образовање белим студентима да га обезбеде и црним студентима, било оснивањем Афроамеричких колеџа и универзитета или примањем Афроамеричких студената на универзитете који су раније били само за белце.

## Каријера
Кетрин Џонсон се одлучила за каријеру истраживачког математичара, иако је ово било тешко поље за Афроамериканце и жене. Први послови које је пронашла били су у настави. На породичном окупљању 1952. године, један рођак је споменуо да Национални саветодавни комитет за аеронаутику (НАСА) запошљава математичаре. Наса је запошљавала афроамеричке математичаре за њихово одељење за навигацију. Џонсонова је прихватила понуду за посао од агенције у јуну 1953. године.
Према усменој историји коју је архивирао Национални визионарски пројекат:
У почетку је [Кетрин Јонсон] радила у групи жена које су изводиле математичке прорачуне. Кетрин је жене у базену називала виртуелним „компјутерима који су носили сукње“. Њихов главни посао је био да читају податке из црних кутија авиона и извршавају друге прецизне математичке задатке. Онда су једног дана Кетрин (и колегиница) привремено додељене да помогну мушком истраживачком тиму. Кетринино познавање аналитичке геометрије помогло је да брзо стекне савезнике мушких шефова и колега, до те мере да су „заборавили да ме врате у базен“. Док су расне и родне баријере увек биле ту, Кетрин их је игнорисала. Кетрин је била упорна, тражећи да буде укључена у уредничке састанке (где ниједна жена раније није била). Једноставно је рекла људима да је обавила посао и да припада међу њима.
Од 1953. до 1958. године, Кетрин Џонсон је радила као рачунар, анализирајући теме као што је ублажавање налета за авионе. Првобитно додељена одељењу за компјутере у западној области, под надзором математичарке Дороти Вон, Џонсонова је премештена у Одељење за навођење и контролу одељења за истраживање летова. У њему су радили само инжењери који су били мушкарци и белци. У складу са законима о расној сегрегацији државе Вирџиније и федералном сегрегацијом на радном месту, уведеном под председником Вудроом Вилсоном почетком 20. века, Кетрин Џонсон и друге Афроамериканке у рачунарском базену су морале да раде, једу и користе тоалете који су били одвојени. Њихова канцеларија била је означена као „Компјутери у боји“. У интервјуу, Џонсонова је изјавила да „није осећала сегрегацију у Наси, јер су сви тамо истраживали. Имали сте мисију и радили сте на њој, и било вам је важно да радите свој посао... и играте бриџ током ручкка“. Она је додала: „Нисам осећала никакву сегрегацију. Знала сам да постоји, али нисам је осећала.“
Наса је распустила колектив „обојених ”1958. године, када су усвојили дигиталне рачунаре. Облици дискриминације су и даље били распрострањени. Џонсонова се присетила тог доба:
Требале смо да будемо асертивне као жене тог времена – асертивне и агресивне – а степен до којег смо морале да идемо, зависио је од тога где сте били. Ја сам морала бити. У раним данима Насе женама није било дозвољено да стављају своја имена у извештаје – ниједна жена у мом одељењу није имала своје име у извештају. Радила сам са Тедом Скопинским и он је желео да оде у Хјустон... али Хенри Пирсон, наш супервизор – није био љубитељ жена – стално га је терао да заврши извештај на којем смо радили. Коначно, Тед му је рекао: „Кетрин би требало да заврши извештај, она је ионако обавила већину посла“. Тед оставио Пирсона без избора. Завршила сам извештај и моје име је писало на њему. То је био први пут да је жена у нашој дивизији имала своје име на нечему.
Од 1958. до њеног пензионисања 1986. године, Џонсонова је радила као ваздухопловни технолог, а током своје каријере прешла је у Огранак за контролу свемирских летелица. Израчунала је путању за свемирски лет Алана Шепарда 5. маја 1961. године, првог Американца у свемиру. Такође је израчунала период лансирања за његову мисију Меркур из 1961. године. Нацртала је резервне навигационе карте за астронауте у случају електронских кварова. Када је Наса први пут употребила електронске рачунаре да израчуна орбиту Џона Глена око Земље, званичници су позвали Џонсонову да провери бројеве компјутера. Глен је посебно тражио њу и одбио је да лети осим ако Кетрин Џонсон не потврди прорачуне. Biography.com наводи да су то били „далеко тежи прорачуни, да се објасни гравитационо привлачење небеских тела“.
Ауторка Марго Ли Шетерли је изјавила: „Дакле, астронаут који је постао херој, гледао је на ову Афроамериканку, на још увек сегрегираном југу, као на један од кључних делова да се осигура да ће његова мисија бити успешна“. Она је додала да, у време када је рачунарство било „женски посао“ а инжењеринг препуштен мушкарцима, „то заиста показује да, током тог времена, посао који су радиле жене није био цењен, колико год то било неопходно, и колико год то ценимо данас. И била је потребна историја да бисмо стекли перспективу о томе."
Као компјутер, израчунала је путању за Алана Шепарда, првог Американца у свемиру...Џон Глен је затражио да она лично поново провери прорачуне... пре његовог лета на Freedom 7, захваљујући коме је постао први Американац у орбити земље.— Наса
Кетрин Џонсон је касније радила директно са дигиталним рачунарима. Њена способност и репутација за тачност помогли су да се успостави поверење у нову технологију. Године 1961. њен рад је помогао да се осигура да ће капсула Freedom 7 Алана Шепарда бити пронађена брзо након слетања, користећи тачну путању која је успостављена.
Такође је помогла да се израчуна путања за лет Аполо 11 на Месец 1969. године. Током слетања на Месец, Џонсонова је била на састанку у планинама Поконо. Она и још неколицина гурали су се око малог телевизијског екрана и гледали прве кораке на Месецу. 1970. године, Кетрин Џонсон је радила на мисији Аполо 13 на Месец. Када је мисија прекинута, њен рад на резервним процедурама и картама помогао је да се постави сигуран пут за повратак посаде на Земљу, стварајући систем за посматрање путем једне звезде, који би омогућио астронаутима да прецизно одреде своју локацију. У интервјуу из 2010. године, Џонсонова се присетила: „Сви су били забринути како ће [астронаути] тамо стићи. Ми смо били забринути како ће се вратити.“  Касније у својој каријери, Кетрин Џонсон је радила на програму спејс-шатл, сателиту Земљиних ресурса, и на плановима за мисију на Марс.
Џонсонова је своје касније године провела охрабрујући студенте да се придруже областима науке, технологије, инжењерства и математике (СТЕМ).

## Лични живот и смрт
Кетрин и Џејмс Френсис Гобл су имали три ћерке. Породица је живела у Њупорт Њузу, Вирџинија, од 1953. године. Џејмс је умро од неоперабилног тумора на мозгу 1956, а три године касније, Кетрин се удала за Џејмса А. „Џима“ Џонсона, официра војске Сједињених Америчких Држава и ветерана корејског рата. Пар је био у браку 60 година, до његове смрти у марту 2019. године, у 93. години. Кетрин Џонсон, која је имала шесторо унучади и 11 праунучади, живела је у Хемптону, у Вирџинији. Подстицала је своју унучад и студенте да се баве науком и технологијом.
Била је члан презбитеријанске цркве у Њупорт Њузу 50 година, где је певала као део хора. Такође је била члан сестринства Алфа Капа Алфа.
Кетрин Џонсон је умрла у дому за старе, у Њупорт Њузу 24. фебруара 2020. године, у 101. години. Након њене смрти, Џим Бриденстин, Насин администратор, описао ју је као „америчког хероја“ и изјавио да „њено пионирско наслеђе никада неће бити заборављено“.

## Наслеђе и почасти
Кетрин Џонсон је коаутор 26 научних радова. Њен друштвени утицај као пионир у свемирској науци и рачунарству, демонстриран је почастима које је добила и њеним статусом узора за живот у науци. Џонсонова је 1999. године проглашена за студента године Државног колеџа Западне Вирџиније. Председник Барак Обама јој је уручио Председничку медаљу слободе, као једну од 17 Американаца који су тако одликовани 24. новембра 2015. године. Наведена је као пионирски пример Афроамериканке у СТЕМ-у. Председник Обама је тада рекао: „Кетрин Г. Џонсон је одбила да буде ограничена очекивањима друштва о свом полу и раси, док је проширила границе домета човечанства.“ Наса је приметила њену „историјску улогу као једне од првих Афроамериканки која је радила као Наса научник.“
Два Насина објекта су именована у њену част. Дана 5. маја 2016. године, нова зграда од 40.000 квадратних стопа (3.700 m²) названа је „Кетрин Г. Џонсон рачунарски истраживачки центар“. Објекат је званично отворио своја врата 22. септембра 2017. године. Џонсонова је присуствовала овом догађају, којим је такође обележена 55. годишњица историјског лансирања и пада ракете астронаута Алана Шепарда. На свечаности је заменик директора Левин рекао ово о Кетрин Џонсон: „Милиони људи широм света су гледали Шепардов лет, али оно што тада нису знали је да је прорачуне који су га одвели у свемир и безбедно кући урадио данашњи почасни гост, Кетрин Џонсон". Током догађаја, Џонсонова је такође добио награду Силвер Снупи; често називана астронаутском наградом, Наса је навела да се додељује онима „који су дали изузетан допринос безбедности летења и успеху мисије“. Наса је 22. фебруара 2019. године преименовала Независну канцеларију за верификацију и валидацију у Фермонту, Западна Вирџинија, у Независну канцеларију за верификацију и валидацију Кетрин Џонсон.
Џонсон је 2016. године укључена на Би-Би-Си-јеву листу 100 утицајних жена широм света. У видео снимку из 2016. године, Наса је навела: „Њени прорачуни су се показали кључним за успех програма слетања Аполо 11 на Месец и почетак програма спејс-шатла, као и за оне прве кораке на путовању земље у свемир.“
Научна списатељица Маја Вајнсток развила је прототип Лего, за жене Насе, 2016. године и укључила Кетрин Џонсон, кна је одбила да се њен лик одштампа на коначном производу. 12. маја 2018. године добила је почасни докторат од стране Колеџа Вилијам и Мари У августу 2018. године, Државни универзитет Западне Вирџиније успоставио је СТЕМ стипендију у част Џонсонове и подигао њену статуу у природној величини на кампусу. Mattel је 2018. године најавио Барби лутку налик Џонсоновој са Наса идентификационом значком. 
У јуну 2019. Универзитет Џорџ Мејсон је именовао најистакнутију зграду на њиховом научном кампусу, Кетрин Г. Џонсон.
2020. године, школски округ Бетел, Вашингтон, назвао је своју најновију основну школу Кетрин Г. Џонсон.
Дана 2. новембра 2020., јавне школе округа Ферфакс — највећа школска јединица у Комонвелту Вирџиније и 12. по величини школско одељење у Сједињеним Државама, и град Ферфакс, Вирџинија, објавили су да је школски одбор овог другог гласао за преименовање своје средње школе, која је раније названа по војнику, песнику и музичару Конфедерације Сиднију Ланиеру, у средњу школу Кетрин Џонсон, након што је 85 одсто њених становника изразило подршку.
Дана 6. новембра 2020. године у свемир је лансиран сателит назван по њој. У фебруару 2021. године, Нортроп Груман је своју летелицу за снабдевање Међународне свемирске станице назвао СС Кетрин Џонсон, у њену част.
2021. године, школски дистрикт Сан Хуан, у Сакраменту, Калифорнија, назвао је своју најновију средњу школу у њену част. Исте године јавне школе округа Балтимор су једну од своје три нове школе назвале Глобалном академијом Кетрин Џонсон.

## Приказ у медијима
Филм „Скривене цифре”, објављен у децембру 2016. године, заснован на истоименој публицистичкој књизи Марго Ли Шетерли, која је објављена раније те године. Прати Џонсонову и друге афроамеричке математичарке (Мери Џексон и Дороти Вон) које су радиле у Наси. Тараџи П. Хенсон игра Кетрин Џонсон. Појављујући се заједно са Хенсоновом на 89. додели Оскара, Џонсонова је добио овације публике. У ранијем интервјуу, Кетрин Џонсон је понудила следећи коментар о филму: „Био је добро урађен. Три главне даме су урадиле одличан посао да нас представе.“ У епизоди Ен-Би-Си-јеве серије Timeless из 2016. године, под називом „Свемирска трка“, математичарку тумачи Надин Елис.

## Награде
- 1971, 1980, 1984, 1985, 1986. године: награда Наса Ланглеј истраживачког центра за посебна достигнућа[59]
- 1977: награда Наса групе за достигнућа додељена Лунарном свемирском броду и тиму за операције, за пионирски рад у области навигације, који подржава свемирску летелицу која је орбитирала и мапирала Месец, у припреми за програм Аполо[60]
- 1998: почасни доктор права[61]
- 1999: Државни колеџ Западне Вирџиније, најбољи алумни године[61]
- 2006: почасни доктор наука на Капитол колеџу, Лаурел, Мериленд[62]
- 2010: почасни доктор наука са Универзитета Олд Доминион, Норфолк, Вирџинија[63]
- 2014: De Pizan Honor од Националног женског историјског музеја[64]
- 2015: награда НЦВИТ Пионир у техници[65]
- 2015: Председничка медаља слободе[66]
- 2016: Сребрна Снупи награда[67]Кетрин Џонсон испред истраживачког центра именованог у њену част2016, Астрономско друштво Пацифика- Награда Вокер II[68]
- 2016: Председнички почасни докторат хуманих писама са Универзитета Западне Вирџиније, Моргантаун, Западна Вирџинија[16]
- Кетерин Џонсон је 1. децембра 2016. године добила награду за достигнуће, на пријему у Ваздушно-свемирском центру Вирџиније. Међу осталим награђенима су биле њене колегинице, Дороти Вон и Мери Џексон.[69]
- 2017: Медаља части кћери америчке револуције[70]
- 2017: почасни докторат Спелман колеџа[71]
- 12. мај 2018. године: почасни доктор наука са Колеџа Вилијам и Мери, Вилијамсбург, Вирџинија[72][73]
- 29. априла 2019. године: Универзитет у Јоханезбургу и његов Природно-математички факултет доделили су Џонсоновој диплому за њену пионирску улогу у Наси.[74][75]
- 8. новембар 2019: златна медаља Конгреса[76][77]
- 2021, Увођење у Националну женску кућу славних, постхумно[6]